# Digitally Imported
Digitally Imported (afgekort tot DI.FM) is een internetradiowebsite die bestaat uit 90 muziekkanalen, gericht op elektronische muziek.

## Beschrijving
DI.FM werd in december 1999 opgericht door Ari Shohat als een hobbyproject en was een van de eerste webradiozenders op het internet.
DI.FM selecteert handmatig welke muziek het draait op de muziekkanalen, gericht binnen het genre van elektronische muziek. Dit is bijvoorbeeld techno, drum-'n-bass en meer. Ook zijn er wekelijkse en maandelijkse mixshows die worden gepresenteerd door professionele dj's.
Daarnaast worden licenties uitgegeven voor andere webradiozenders die andere genres muziek draaien, zoals RadioTunes (voorheen sky.fm), JazzRadio, RockRadio en ClassicalRadio.
De website won prijzen voor beste online radiostation tijdens de internationale Dance Music Awards in 2010 en tijdens de RAIN Awards in 2014.

## Muziekkanalen
Digitally Imported bevat 90 muziekkanalen met elk een eigen subgenre binnen de elektronische muziek. Een selectie van enkele kanalen:
- Ambient
- Chillout
- Classic trance
- Deep house
- Drum-'n-bass
- Electropop
- Jungle
- Oldschool acid house
- Psytrance
- Synthwave
- Vocal trance